# Commequiers
Commequiers est une commune de l'Ouest de la France, située dans le département de la Vendée en région Pays de la Loire.

## Géographie
Le territoire municipal de Commequiers s'étend sur 4 063 hectares. L'altitude moyenne de la commune est de 23 mètres, avec des niveaux fluctuant entre 0 et 55 mètres,.
| Soullans           | Challans              | Saint-Christophe-du-Ligneron |
| Notre-Dame-de-Riez | Commequiers           | Apremont                     |
| Le Fenouiller      | Saint-Maixent-sur-Vie | Coëx                         |

### Climat
Pour des articles plus généraux, voir Climat des Pays de la Loire et Climat de la Vendée.
En 2010, le climat de la commune est de type climat océanique franc, selon une étude du CNRS s'appuyant sur une série de données couvrant la période 1971-2000. En 2020, Météo-France publie une typologie des climats de la France métropolitaine dans laquelle la commune est exposée à un climat océanique et est dans la région climatique  Bretagne orientale et méridionale, Pays nantais, Vendée, caractérisée par une faible pluviométrie en été et une bonne insolation. 
Pour la période 1971-2000, la température annuelle moyenne est de 12,5 °C, avec une amplitude thermique annuelle de 13,1 °C. Le cumul annuel moyen de précipitations est de 794 mm, avec 12,6 jours de précipitations en janvier et 6,1 jours en juillet. Pour la période 1991-2020, la température moyenne annuelle observée sur la station météorologique de Météo-France la plus proche, sur la commune du Perrier à 13 km à vol d'oiseau, est de 12,8 °C et le cumul annuel moyen de précipitations est de 762,1 mm,. Pour l'avenir, les paramètres climatiques de la commune estimés pour 2050 selon différents scénarios d'émission de gaz à effet de serre sont consultables sur un site dédié publié par Météo-France en novembre 2022.

## Urbanisme

### Typologie
Au 1er janvier 2024, Commequiers est catégorisée bourg rural, selon la nouvelle grille communale de densité à sept niveaux définie par l'Insee en 2022.
Elle appartient à l'unité urbaine de Commequiers, une unité urbaine monocommunale constituant une ville isolée,. Par ailleurs la commune fait partie de l'aire d'attraction de Saint-Hilaire-de-Riez, dont elle est une commune de la couronne,. Cette aire, qui regroupe 13 communes, est catégorisée dans les aires de moins de 50 000 habitants,.

### Occupation des sols
L'occupation des sols de la commune, telle qu'elle ressort de la base de données européenne d’occupation biophysique des sols Corine Land Cover (CLC), est marquée par l'importance des territoires agricoles (92,7 % en 2018), une proportion sensiblement équivalente à celle de 1990 (93,4 %). La répartition détaillée en 2018 est la suivante : 
terres arables (46,6 %), zones agricoles hétérogènes (28,4 %), prairies (17,7 %), zones urbanisées (5,7 %), forêts (1,7 %). L'évolution de l’occupation des sols de la commune et de ses infrastructures peut être observée sur les différentes représentations cartographiques du territoire : la carte de Cassini (XVIIIe siècle), la carte d'état-major (1820-1866) et les cartes ou photos aériennes de l'IGN pour la période actuelle (1950 à aujourd'hui).

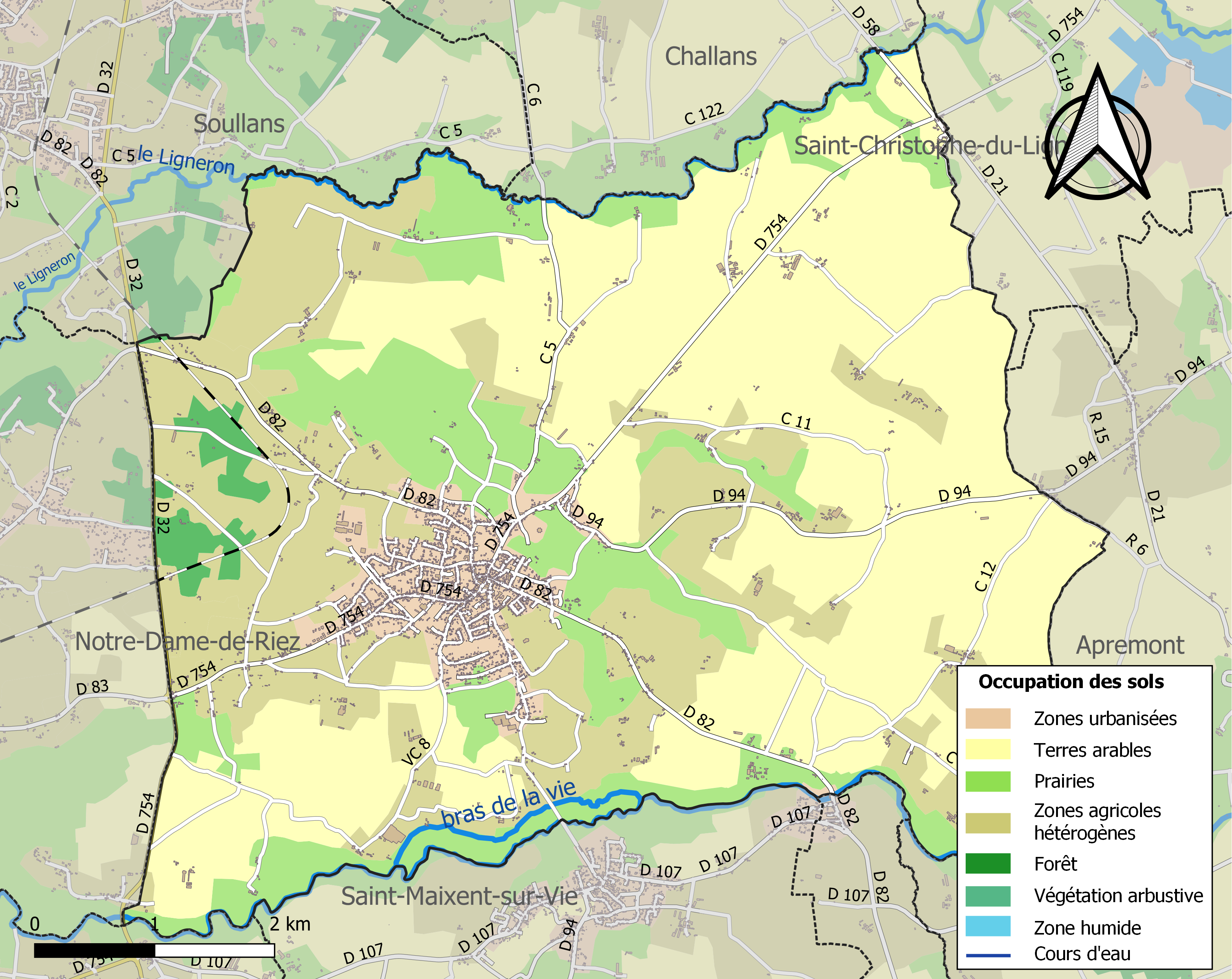
Carte des infrastructures et de l'occupation des sols de la commune en 2018 (CLC).

## Toponymie
En poitevin, la commune est appelée Quemeçhai.

## Histoire
En 1880, la ligne de chemin de fer entre Nantes et Challans est prolongée jusqu'à La Roche-sur-Yon, elle passe alors par Commequiers où la gare est construite. Un an plus tard, celle-ci devient une plaque tournante importante dans le trafic ferroviaire local.  Une  antenne desservant Saint-Gilles-Croix-de-Vie est construite par la suite, qui se raccorde à la ligne principale au nord du bourg, ce qui impose notamment aux convois venant de Nantes de rebrousser chemin depuis la gare de Commequiers pour desservir le port vendéen (cette manœuvre n'étant pas nécessaire pour les trains en provenance de La Roche-sur-Yon). À partir de 1970, cette ligne est fermée pendant la période hivernale. Une réouverture totale de la desserte donne l'occasion d'effectuer une modification du tracé : ainsi la ligne est en partie déferrée entre La Roche-sur-Yon et le pont sur le Ligneron (situé à mi-chemin entre Soullans et Commequiers). Tandis qu'un nouveau tronçon est construit au nord de la commune, permettant une liaison directe Nantes-Saint-Gilles-Croix-de-Vie (avec un gain de temps d'environ 30 min), la gare de Commequiers n'est plus dès lors desservie.
Seule une section de l'ancienne ligne située entre Commequiers et Coëx est préservée, elle est aujourd'hui transformée en vélorail à usage touristique.

### Héraldique
| Blason | Blasonnement : Coupé : au premier, parti : au premier d'or aux deux clefs de sable passées en sautoir et au second de gueules au dolmen d'argent ; au second, d'azur au château d'argent, ajouré et maçonné de sable, surmonté d'une couronne de baron d'or. |

## Politique et administration

### Liste des maires
| Période                                  | Période        | Identité                   | Étiquette | Qualité                                                                                    |
| ---------------------------------------- | -------------- | -------------------------- | --------- | ------------------------------------------------------------------------------------------ |
| ca. 1793                                 |                | Louis Doux                 |           | Farinier                                                                                   |
| ca. 1939                                 |                | Tranquille Raffin          |           |                                                                                            |
| avant 1950                               | mars 1959      | Joseph Raffin père         |           |                                                                                            |
| mars 1959                                | mars 1965      | Henri Jolly                |           | Exploitant agricole Adjoint au maire (1953 → 1959)                                         |
| mars 1965                                | mars 1983      | Joseph Raffin fils         |           | Adjoint au maire (1959 → 1965)                                                             |
| mars 1983                                | mars 2001      | Paul Raballand (1932-2022) |           | Agriculteur retraité et président de coopérative laitière                                  |
| mars 2001                                | 3 juillet 2020 | Jean-Paul Élineau,         | DVD       | Chargé de missions retraité                                                                |
| 3 juillet 2020                           | En cours       | Philippe Moreau            | DVD       | Agent commercial 9e vice-président de la CC du Pays-de-Saint-Gilles-Croix-de-Vie (2020 → ) |
| Les données manquantes sont à compléter. |                |                            |           |                                                                                            |

### Instances administratives
Administrativement, Commequiers dépend de l'arrondissement des Sables-d’Olonne et du canton de Saint-Hilaire-de-Riez.
Au début de la Révolution, la commune appartient au canton d’Apremont, dans le district de Challans. De 1801 à 2015, la commune se situe dans l'arrondissement des Sables-d’Olonne et dans le canton de Saint-Gilles-sur-Vie (1801-1966), devenu canton de Saint-Gilles-Croix-de-Vie (1966-2015).
Commequiers est l'une des neuf communes fondatrices de la communauté de communes Atlancia-des-Vals-de-la-Vie-et-du-Jaunay, structure intercommunale ayant existé entre le 1er janvier 1993 et le 31 décembre 2009. Depuis le 1er janvier 2010, la commune est membre du Pays de Saint-Gilles-Croix-de-Vie Agglomération.

## Population et société

### Démographie

#### Évolution démographique
L'évolution du nombre d'habitants est connue à travers les recensements de la population effectués dans la commune depuis 1793. Pour les communes de moins de 10 000 habitants, une enquête de recensement portant sur toute la population est réalisée tous les cinq ans, les populations de référence des années intermédiaires étant quant à elles estimées par interpolation ou extrapolation. Pour la commune, le premier recensement exhaustif entrant dans le cadre du nouveau dispositif a été réalisé en 2005.

En 2022, la commune comptait 3 708 habitants, en évolution de +7,67 % par rapport à 2016 (Vendée : +5,33 %, France hors Mayotte : +2,11 %).
| 1793  | 1800  | 1806  | 1821  | 1831  | 1836  | 1841  | 1846  | 1851  |
| ----- | ----- | ----- | ----- | ----- | ----- | ----- | ----- | ----- |
| 1 117 | 1 052 | 1 234 | 1 451 | 1 407 | 1 462 | 1 442 | 1 433 | 1 557 |

| 1856  | 1861  | 1866  | 1872  | 1876  | 1881  | 1886  | 1891  | 1896  |
| ----- | ----- | ----- | ----- | ----- | ----- | ----- | ----- | ----- |
| 1 570 | 1 525 | 1 630 | 1 599 | 1 612 | 1 629 | 1 734 | 1 861 | 1 903 |

| 1901  | 1906  | 1911  | 1921  | 1926  | 1931  | 1936  | 1946  | 1954  |
| ----- | ----- | ----- | ----- | ----- | ----- | ----- | ----- | ----- |
| 1 985 | 2 010 | 2 010 | 1 893 | 1 913 | 1 960 | 1 952 | 1 913 | 1 787 |

| 1962  | 1968  | 1975  | 1982  | 1990  | 1999  | 2005  | 2006  | 2010  |
| ----- | ----- | ----- | ----- | ----- | ----- | ----- | ----- | ----- |
| 1 832 | 1 719 | 1 701 | 1 862 | 2 053 | 2 297 | 2 606 | 2 649 | 3 021 |

| 2015  | 2020  | 2022  | - | - | - | - | - | - |
| ----- | ----- | ----- | - | - | - | - | - | - |
| 3 407 | 3 657 | 3 708 | - | - | - | - | - | - |

#### Pyramide des âges
En 2018, le taux de personnes d'un âge inférieur à 30 ans s'élève à 31,1 %, soit en dessous de la moyenne départementale (31,6 %). À l'inverse, le taux de personnes d'âge supérieur à 60 ans est de 32,2 % la même année, alors qu'il est de 31,0 % au niveau départemental.
En 2018, la commune comptait 1 707 hommes pour 1 847 femmes, soit un taux de 51,97 % de femmes, légèrement supérieur au taux départemental (51,16 %).
Les pyramides des âges de la commune et du département s'établissent comme suit.
| Hommes | Classe d’âge | Femmes |
| ------ | ------------ | ------ |
| 0,8    | 90 ou +      | 2,5    |
| 9,2    | 75-89 ans    | 10,7   |
| 21,0   | 60-74 ans    | 20,0   |
| 18,5   | 45-59 ans    | 19,8   |
| 19,1   | 30-44 ans    | 16,1   |
| 13,1   | 15-29 ans    | 13,5   |
| 18,2   | 0-14 ans     | 17,3   |

| Hommes | Classe d’âge | Femmes |
| ------ | ------------ | ------ |
| 0,8    | 90 ou +      | 2,2    |
| 8,7    | 75-89 ans    | 11,1   |
| 20,3   | 60-74 ans    | 21,3   |
| 20     | 45-59 ans    | 19,4   |
| 17,5   | 30-44 ans    | 16,8   |
| 15     | 15-29 ans    | 13,2   |
| 17,7   | 0-14 ans     | 16,1   |

## Lieux et monuments
- Église Saints-Pierre-et-Paul.

### Mégalithes

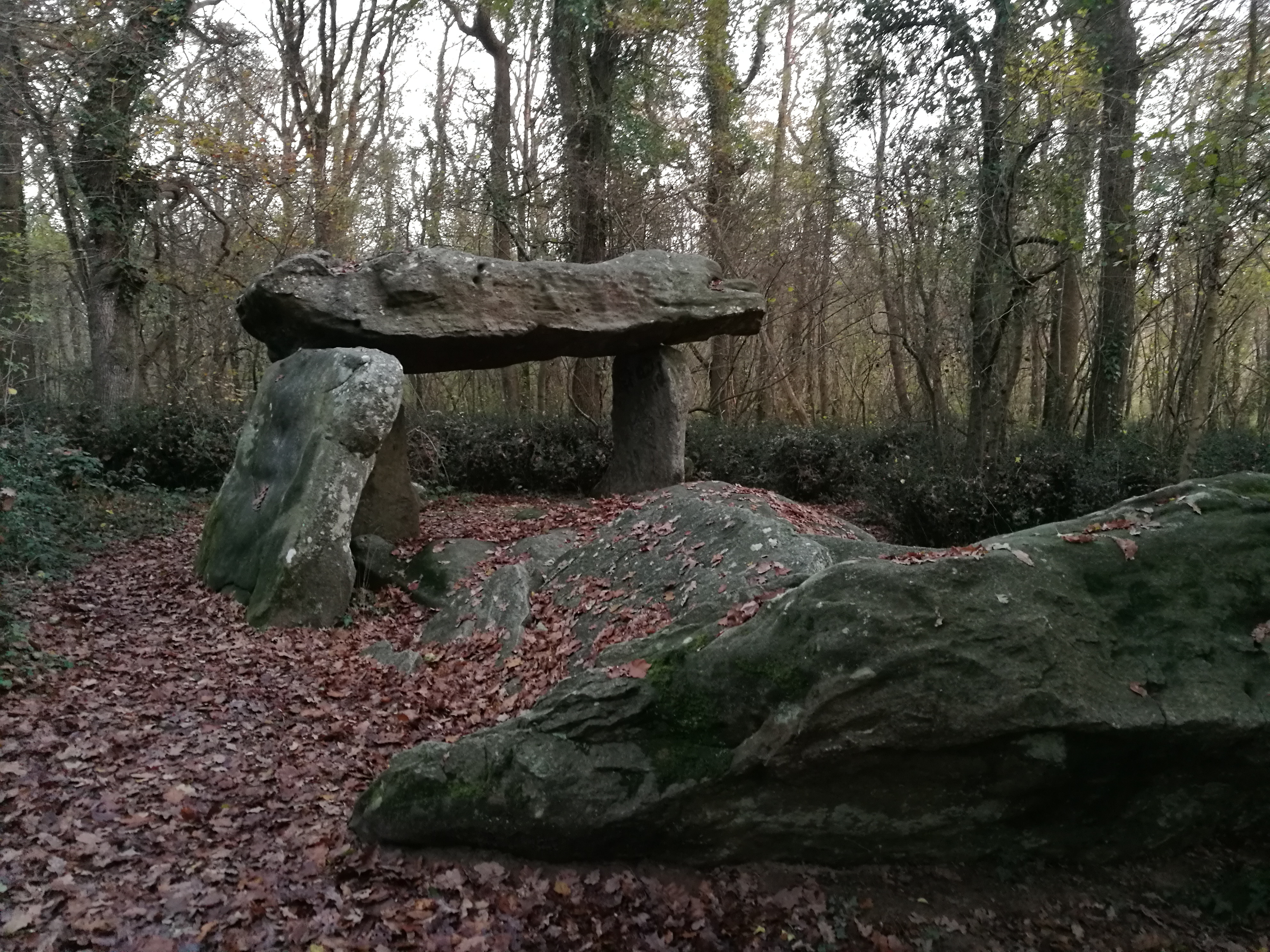
Allée couverte de la Pierre-Folle.

- Allée couverte de la Pierre-Folle, représentée sur le blason de la ville  Classé MH (1929)[30].
- Menhir de la Grand'Pierre appelé aussi Menhir de la Palissonière  Inscrit MH (1981)[31].

### Le château de Commequiers
L'emplacement de l'enceinte primitive est inconnu. J.-L. Sarrazin[Qui ?] n'exclut pas qu'elle ait été construite au XIe siècle, en même temps que celles de La Chaize-le-Vicomte et Tiffauges, sur l'initiative du vicomte de Thouars dont le pouvoir s'étendait sur tout le Nord de l'actuelle Vendée.

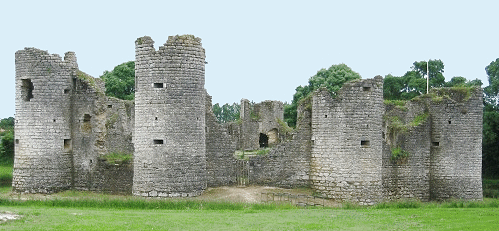
Château.

Construit dans la seconde moitié du XVe siècle et au début du XVIe siècle en pierres blanches de Sallertaine par Louis de Beaumont, le château a été démantelé sur ordre du cardinal de Richelieu en 1628 tout comme d'autres châteaux de la région à la même époque. Six ans après la défaite de Soubise à Notre-Dame-de-Riez  et Saint-Gilles-sur-Vie. Il est alors la propriété de la famille de la Trémoille, anciens seigneurs protestants.
Chaque année, l'association des Amis du vieux château de Commequiers organise diverses manifestations dont les « Médiévales », fête qui se déroule sur deux jours en costume d'époque.

## Personnalités liées à la commune
- Famille Beaumont-Bressuire.
- Charles-François de La Rochefoucauld-Bayers (1753-1825), né à Saint-Pierre-Commequiers, curé de Saint-Gilles avant la Révolution française.

## Pour approfondir